# هانس هانسن (رسام)
هانس هانسن أو هانز ميكلادالي (بالدنماركية: Hans í Mikladali)‏ (14 نوفمبر 1920 - 8 مارس 1970) هو رسام دنماركي من جزر فارو.
بدأت مسيرته المهنية في الصيد البحري منذ سن الخامسة عشر، ولم يتدرب كرسام إلا بعد لقاءه بالرسام يوهانس سفينسون كجارفال [الإنجليزية] في أيسلندا خلال الحرب العالمية الثانية. سافر إلى كوبنهاغن في عام 1949 ودرس أولاً في مدرسة بيززي هوجرز للفنون ثم في مدرسة الرسم بأكاديمية الفنون الجميلة من 1953 إلى 1957 ، حيث أصبح مهتمًا بتقنية الرسم على الجص. تخرج ثم عاد إلى جزر فارو ، حيث عمل كفنان تشكيلي في توشهافن.
ظهرت أربع من لوحاته على سلسلة من الطوابع البريدية في جزر فارو الصادرة في سبتمبر 1998.

## معرض صور

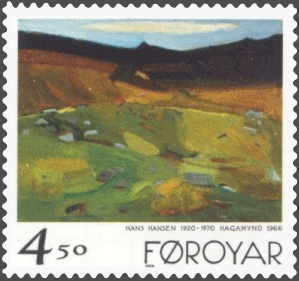
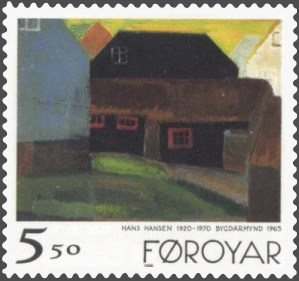
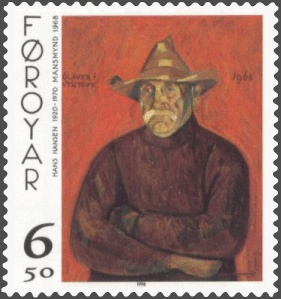